# طعمه کوسه ۲: نجات ریف
طعمه کوسه ۲: نجات ریف (کره‌ای: 파이스토리: 악당상어 소탕작전) یک فیلم انیمیشن کمدی ماجراجویانه محصول سال ۲۰۱۲ و دنباله‌ای بر طعمه کوسه (۲۰۰۶) است. در دوبله انگلیسی همان بازیگرانی هستند که دفعه قبل صداپیشه بودند، به استثنای فردی پرینز و ایوان ریچل وود که جای خود را به دریک بل و باسی فیلیپ می‌دهند.

## داستان
معلوم می‌شود که تروی هنوز زنده است و توسط تفنگداران دریایی دستگیر شده است، در قفسی محبوس شده و گهگاه از آنها واکسن‌های دردناک دریافت می‌کند. با این حال، با کمک یک کوسه ریزه کاری به نام رونی، موفق به فرار می‌شود و تصمیم می‌گیرد از پی انتقام بگیرد.